# 維努瀑布
維努瀑布（挪威語：Vinnufossen/Vinnufallet）是挪威最高的的瀑布，位於默勒-魯姆斯達爾郡孫達爾市镇。維努瀑布總高度高845公尺，是歐洲最高瀑布之一，以及全世界第八高的瀑布。
維努瀑布位于維努河的河道上，在霍爾桑德附近匯入德里瓦河，最終注入。